# Elaphria lithodia
Elaphria lithodia är en fjärilsart som beskrevs av William Schaus 1904. Elaphria lithodia ingår i släktet Elaphria och familjen nattflyn. Inga underarter finns listade i Catalogue of Life.